# گابریلا سوچ (بازیکن واترپلو)
گابریلا سوچ (مجاری: Gabriella Szűcs؛ زادهٔ ۷ مارس ۱۹۸۸) بازیکن واترپلو زن اهل مجارستان است.